# 兴盛街道 (鞍山市)
兴盛街道，是中华人民共和国辽宁省鞍山市铁西区下辖的一个乡镇级行政单位。2019年12月，撤销兴盛街道，下辖的社区成建制划入八家子街道。将兴盛街道办事处的1个社区划入永乐街道。

## 行政区划
兴盛街道下辖以下地区：
兴隆社区、炼油社区、广场社区、忠实社区和跃进社区。